# تاداو بابا
تاداو بابا هو مهندس ياباني، ولد في 1944.